# إدوارد جونسون (فنان)
إدوارد جونسون (بالإنجليزية: Edward Johnson)  (و. 1878 – 1959 م) هو مغني أوبرا، ومغني كندي، ولد في غويلف، توفي عن عمر يناهز 81 عاماً، بسبب نوبة قلبية.

## جوائز
حصل على جوائز منها:
- قائد وسام الامبراطورية البريطانية.

## روابط خارجية
- إدوارد جونسون على موقع ميوزك برينز (الإنجليزية)
- إدوارد جونسون على موقع ديسكوغز (الإنجليزية)